# موتور جمعه نادری
موتور جمعه نادری یک منطقهٔ مسکونی در ایران است که در دهستان جلگه چاه هاشم واقع شده‌است. موتور جمعه نادری ۵۱ نفر جمعیت دارد.